# Црни петак за гангстере
Црни петак за гангстере (енгл. The Long Good Friday) је криминалистички драмски трилер из 1980. године у режији Џона Мекензија, а по сценарију Берија Кифа. Главне улоге играју: Боб Хоскинс, Хелен Мирен, П. Х. Моријарти, Дерек Томпсон и Брајан Маршал.
Касних 1970-их, кокни шеф подземља Харолд Шенд (Боб Хоскинс), гангстер који покушава да постане легитимни имовински могул, има велике планове да натера америчку мафију да финансира његову трансформацију запуштеног дела Лондона у могуће место за будућност Олимпијске игре. Међутим, низ бомбашких напада гађа његову империју баш оног викенда када су Американци у граду. Шанд је убеђен да у његовој организацији постоји издајник, и креће да елиминише пацова на типично немилосрдан начин.

## Радња
Крајем 1970-их, Харолд Шенд - гангстер „старе школе”, што је наглашено његовим старомодним стилом одевања из 1960-их - одлучује да постане легални бизнисмен. Уз финансијску подршку америчке мафије, он ће обновити такозвану област Доклендс (подручје пристаништа које се протеже дуж обала Темзе, у источном и југоисточном Лондону), као место одржавања будућих Олимпијских игара.
Харолд је централна фигура лондонског подземља и за њега постаје потпуно изненађење, када непознати људи прво разнесу аутомобил са возачем његове мајке, који долази у цркву, а затим убију његовог друга из детињства, са којим је служио војску заједно и много тога искусио, ставе бомбу у његов казино и, за крај, разнесу му бар.
Бесан дрскошћу непознатих починилаца и сматрајући себе јединим власником Лондона, Харолд претпоставља да све то има за циљ да поремети његове договоре са Американцима. Почиње потрагу у коју су укључени и његови насилници и полицијска управа, коју је купио пре десет година.

## Улоге
| Глумац         | Улога                           |
| -------------- | ------------------------------- |
| Боб Хоскинс    | Харолд Шенд                     |
| Хелен Мирен    | Викторија, Харолдова жена       |
| Дерек Томпсон  | Џеф                             |
| Брајан Маршал  | Херис                           |
| Еди Константин | Чарли                           |
| Стивен Дејвис  | Тони                            |
| Пол Моријарти  | Рејзорс                         |
| Пол Фриман     | Колин, Шендов друг из детињства |
| Дејв Кинг      | Парки                           |
| Пирс Броснан   | Ирац 1                          |
| Дара О’Мели    | Ирац 2                          |
| Алан Форд      | Џек, Шендов гангстер            |
| Пол Барбер     | Ерол, макро                     |
| Декстер Флечер | дечак                           |